# 朱火华
朱火华（1916年—1968年），原名朱维炎，湖北麻城（现河南新县泗店乡邹河村）人，中国人民解放军将领、中国人民解放军开国少将。

## 生平
1933年加入中国共产党。曾任中国人民解放军南京军区空军工程部部长。1955年，授予中国人民解放军少将。